# Гайо Петрович
Гайо Петрович (на сръбски: Гајо Петровић/Gajo Petrović) е югославски философ от сръбски произход, един от водещите теоретици в марксистко-хуманистично ориентираната Школа „Праксис“ в Социалистическа федеративна република Югославия. Той е сред редакторите на списание Праксис, който остава такъв през цялото време на излизането на списанието. Той е определян от Милан Кангърга като организатора и човека, който стои зад идеята за лятната школа в Корчула, което е място за срещи между марксисти и други философи от Изтока и Запада през 60-те и 70-те години.

## Биография
Петрович е роден в Карловац, Кралство Югославия на 12 март 1927 г. Започва да следва философия в Загребския университет. От 1946 до 1948 г. заминава за СССР като студент на обменни начала. Там усеща потискането на философското мислене при управлението на Йосиф Сталин. След това се завръща в Югославия, довършвайки образованието си и получавайки докторска степен от Загребския университет през 1956 г. Дисертацията му се отнася за философските възгледи на Георги Плеханов. След завършването от 1950 той преподава логика и теория на философия в Загребския университет. Между 1963 и 1964 г. е председател на Хърватското философско общество. През 1964 г. е избран за председател на Югославското философско общество.
Петрович е един от главните югославски критици на сталинските философски тези от началото на 50-те години. В началото на 60-те години философските му възгледи еволюират и се насочва към интерпретация на марксизма на базата на философските работи на младия Маркс. Това е в съответствие с творческата линия на мисълта на самоуправляващия се социализъм, който доминира в югославския политически пейзаж. Въпреки това, неговата продължителна радикална критика на догматичната идеология на Съюза на комунистите в Югославия води до открит конфликт. През 1968 г. Петрович открито подкрепя студентските протести, които са претекст за неговото изхвърляне от партията на събрание на 8 юни в партийния комитет на Загребския университет.
През 1986 година са издадени Събрани съчинения в четири тома на Петрович. През 2001 г. е публикува колекция от статии в негова част, озаглавена Реалността и критиката.

## Философски възгледи
Петрович се противопоставя на интерпретацията на философските възгледи на Маркс като диалектически материализъм и твърди, че философията на Маркс е мисъл за революцията, която обмисля възможността за революционна промяна на съществуващия нечовешки свят.

## Основни трудове
- Engleska empiristička filozofija. Odabrani tekstovi filozofa (Английската емпирична философия) (1955)
- The Philosophical Views of G. V. Plekhanov (1957) (Философските възгледи на Г. В. Плеханов)
- Logic (1964) (Логика)
- Od Lockea do Ayera. (От Лок до Айер) (1964)
- Philosophy and Marxism (1965) („Философия и марксизъм“ публикувана на английски под заглавиетоМаркс в средата на 20-век: югославски философ преосмисля творбите на Карл Маркс)
- Marx in the Mid-Twentieth Century (1967, Doubleday; на английски език)
- The Possibility of Man (1969) (Възможността на човека)
- Philosophy and Revolution (1971) (Философия и революция)
- Why Praxis (1972) (Защо праксис)
- The Thought of Revolution (1978) (Мисълта на революцията)
- Marx and the Marxists (1986) (Маркс и марксистите)
- U potrazi za slobodom: povijesno-filozofski ogledi (В търсене на свободата) (1990)